# Büszkeség és balítélet (regény)
A Büszkeség és balítélet (Pride and Prejudice) című mű szerzője a XIX. századi angol írónő, Jane Austen.
A mű Austen második regénye. A regény első verzióját 1796–97-ben írta meg, akkori címe Első benyomások (First Impressions) volt. A végleges mű Büszkeség és balítélet címmel jelent meg 1813-ban.
Magyarul először az Európa Könyvkiadó A világirodalom klasszikusai című sorozatában jelent meg a regény, Szenczi Miklós fordításában, 1958-ban, a mű megjelent továbbá Bánki Dezső (2006), Loósz Vera (2006), Hegedűs Emőke (2007), Weisz Böbe (2013) fordításában.
A Büszkeség és balítélet Jane Austen életművének legismertebb és sok kritikus szerint a legjelentősebb darabja. Mint Austen többi regényét, ezt is feszes szerkezete, klasszikus stílusa, szellemes dialógusai, pompás pszichológiája és nem utolsósorban írónőjének csillogó okossága teszik ma is élvezetes olvasmánnyá.
„Általánosan elismert igazság, hogy a legényembernek, ha vagyonos, okvetlenül kell feleség. Ez az igazság oly mélyen bevésődött a vidéki családok lelkébe, hogy ha ilyen ember csöppen a szomszédságukba, rögtön egyik vagy másik leányuk jog szerinti tulajdonának tekintik, még ha nem ismerik is érzéseit vagy nézeteit.”

## Cselekmény
|  | Alább a cselekmény részletei következnek! |

A jómódú, ám nem túl gazdag Mr. Bennet boldogan él vidéki birtokán buta, folyton fecsegő feleségével és öt lányával. Mrs. Bennet életének célja lányait a szegényes hozomány ellenére jól férjhez adni. Csakhogy a jó eszű és éles nyelvű Elizabeth szélesebb perspektívákban gondolkozik, és ebben apja is támogatja őt.
Amikor a szomszéd birtokot a fiatal, gazdag és nőtlen Mr. Bingley bérbe veszi, Mrs. Bennet már jövendő vejét látja az új szomszédban. A legidősebb lány, a derűs és gyönyörű Jane úgy tűnik, meghódítja Mr. Bingley szívét. Ami Lizzyt illeti, ő megismerkedik a jóképű, és látszólag igencsak dölyfös Mr. Darcyval, és máris kezdődik a nemek ádáz csatája. Lizzy sok rosszat hall Mr. Darcyról, s a férfi gőgje mindezt alátámasztani látszik. Lizzy nem is sejti, hogy Mr. Darcy gyengéd érzelmeket táplál iránta.
A helyzetet tovább bonyolítja, hogy Elizabeth nem várt házassági ajánlatot kap a Bennet-vagyont öröklő unokatestvértől, Mr. Collinstól, és amikor Mr. Bingley váratlanul Londonba távozik, magára hagyva a kétségbeesett Jane-t, Lizzy Mr. Darcyt teszi felelőssé a szakításért.
Amikor Mr. Darcy váratlanul megkéri Elizabeth kezét, ő a fejére olvassa összes gőgjét. Ám a bűnök egy része alaptalannak, más része pedig teljesen érthetőnek mutatkozik. Elizabeth lassan ráébred arra, hogy mekkora belső csatát vívhatott Mr. Darcy, míg végül eljutott addig, hogy megkérje a kezét. A felismerés, hogy a férfi valóban szerette, elkeseríti. Nagybátyjával és nagynénjével hosszabb utazást terveznek, mivel azok látják Elizabeth gyötrődését. Az úton betérnek Pemberley-be Mr. Darcy birtokára. Mr. Darcy mindent megtesz, hogy bizonyítsa Elizabethnek, mennyire tévedett, amikor gőgösnek, büszkének nevezte. Lizzy szerelmes lesz.
Lydia elszökik egy ott állomásozó ezred tisztjével, Mr. Darcy időt és pénzt nem kímélve igyekszik a Bennet lány becsületét megmenteni. S helyrehozza Mr. Bingley és Jane kapcsolatát is. Elizabeth immár teljesen biztosan tudja, mekkora hibát vétett a házassági ajánlat elutasításával, de immár félő, hogy Mr. Darcy végleg lemondott róla.
Hirtelen felbukkan Lady de Bourgh, Mr. Darcy nagynénje, s feldúltan közli, hogy az a híresztelés járja, unokaöccse eljegyezte őt. Elizabeth tisztázza a helyzetet, hogy nem menyasszonya Mr. Darcynak, ám nem hajlandó esküt tenni, hogy soha nem fogadja el a házassági ajánlatát. Mr. Darcy nemsokára megjelenik Bennetéknél, és elárulja, hogy nagynénje nála is látogatást tett. Elizabeth megvallja, hogy cseppet sem gyűlöli a férfit, s az újra megkéri a kezét.
A két főszereplő leküzdi hibáját, egyik a büszkeséget, másik az előítéletet, s már semmi sem áll többé boldogságuk útjába.
|  | Itt a vége a cselekmény részletezésének! |

## Magyarul
- Büszkeség és balítélet. Regény; ford. Szenczi Miklós, bev. Szentkuthy Miklós; Európa, Bp., 1958 (A világirodalom klasszikusai)
- Büszkeség és balítélet; ford. Loósz Vera; Ulpius-ház, Bp., 2006
- Büszkeség és balítélet; ford. Bánki Dezső; Kossuth–Népszabadság, Bp., 2006 (A világirodalom klasszikusai)
- Büszkeség és balítélet; ford. Hegedűs Emőke; Rebeka és Panni, Rétság, 2007
- Seth Grahame-Smith: Büszkeség és balítélet meg a zombik. A klasszikus tizenkilencedik század eleji románc, most durván erőszakos zombidúlással; Jane Austen alapján, ford. Berta Ádám; Athenaeum, Bp., 2009
- Büszkeség és balítélet; ford. Weisz Böbe; Alinea, Bp., 2013
- Büszkeség és balítélet, 1-2.; ford. Sárossy-Beck Anita; Central Médiacsoport Zrt., Bp., 2017

## Feldolgozások
A regénnyel megegyező címmel: 
- 1938-as angol tévéfilm
- 1940-es amerikai film
- 1952-es angol minisorozat
- 1957 -es olasz minisorozat
- 1958-as angol televíziós sorozat
- 1961-es holland minisorozat
- 1967-es angol televíziós sorozat
- 1980-as angol minisorozat
- 1995-ös televíziós sorozat (minisorozat)
- 2003-as amerikai tinifilm
- 2004-es hollywoodi musical
- 2005-ös film

is készült.
Az 1940-es filmváltozatban Laurence Olivier, a BCC 1995-ös hatrészes televíziós feldolgozásában Colin Firth alakította Fitzwilliam Darcy szerepét.
A 2005-ös filmváltozat női főszereplőjét, Keira Knightley-t Oscar-díjra is jelölték a Büszkeség és balítéletben nyújtott alakításáért. Ebben a feldolgozásban Donald Sutherland alakította az ötgyermekes családapát, Mr. Bennetet.
A regény sajátos feldolgozása Seth Grahame-Smith nevéhez fűződik, aki Austen művét Büszkeség és balítélet meg a zombik címmel dolgozta át, mely 2009-ben jelent meg, itt a címből adódóan a főszereplők az eredeti regény cselekménye mellett a környezetükben felbukkanó zombikkal veszik fel a harcot. A horror-vígjátékszerű történet filmfeldolgozását 2016 elején mutatták be.
Jane Austen 1813-as klasszikusát többek mellett Joannah Tincey is színpadra adaptálta úgy, hogy a 21 karaktert 2 szereplő játssza – bemutatója a Theatre Royal, Bury St Edmunds színpadán 2013-ban volt. 5 évvel később, Magyarországon először a Centrál Színház tűzte műsorára Baráthy György fordításában Büszkeség és balítélet két színészre címmel, Ujj Mészáros Károly rendezésében.